# Исламска теократија
Исламска теократија или исламска држава (арап. دولة إسلامية [dawlat 'iislamia] — давлат Исламија), тип је владавине који је примарно заснован на примјени шеријата (исламског закона), расподјеле правосуђа, одржавање реда и мира према исламском закону. Од првих година ислама, бројне власти основане су као „исламске”.
Међутим, термин „исламска држава” преузео је посебно значење од 20. вијека. Концепт савремене исламске државе артикулисали су и промовисали идеолози као што су ајатолах Рухолах Хомеини, Исрар Ахмед и Сајид Кутб. Као и рани појам калифат, савремена исламска држава укоријењена је у исламском закону. Настала је послије Мухамедове владавине. Међутим, за разлику од калифата који су имали одлике империјалног деспотизма или монархизма (арап. ملك [malik] — малик), савремена исламска држава може имати одлике савремених политичких институција као што су избори, парламентарна власт, судска контрола и народни суверенитет.
Данас, многе муслиманске државе у свој прави систем имају укључен исламски закон, потпун или дјелимично. Поједине муслиманске државе прогласиле су ислам државном религијом према свом уставу, али не примјењују исламски закон у својим судовима. Исламске државе које нису исламске монархије, обично су исламске републике.